# عبدالصمد (نام)

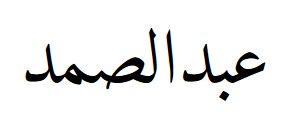
عبدالصمد (نام)

عبدالصمد از نام‌های متداول مردانه در ایران، و به معنای «بنده خدای بی‌نیاز» است. همچنین عبدالصمد نام یکی از این افراد است.
- عبدالباسط عبدالصمد
- عبدالصمد اصفهانی
- عبدالصمد خرم‌آبادی
- عبدالصمد خرمشاهی
- عبدالصمد مرفاوی
- عبدالصمد توکلی
- عبدالصمد کامبخش
- عبدالصمد روحانی
- عبدالصمد عبدالله (۱۸۰۴–۱۸۹۸)، سلطان سلانگور